# Massiel
Massiel (* 2. srpna 1947, Madrid), vlastním jménem María de los Ángeles Santamaría Espinosa, je španělská zpěvačka.
Dosavadní největší úspěch slavila v roce 1968, kdy s písní „La, la, la“ vyhrála Eurovision Song Contest.
Pro české publikum je zajímavá také jako interpretka písně Aleluya nº1 od španělského písničkáře Luise Eduarda Auteho, kterou v češtině nazpívala Marta Kubišová pod názvem Magdalena (český text napsal Jan Schneider).

## Úspěšné tituly
- 1966 Rufo el pescador
- 1966 ¿Y sabes que vi?
- 1966 Él era mi amigo
- 1967 Rosas en el mar
- 1967 Aleluya nº1
- 1967 La moza de los ojos tristes
- 1968 La, la, la
- 1968 Deja la flor
- 1970 Dejas las montañas
- 1973 Rompe los silencios
- 1976 María de los guardias
- 1981 Eres
- 1981 El amor
- 1982 Acordeón
- 1983 Marinero
- 1983 Más fuerte
- 1984 Voy a empezar de nuevo
- 1986 Todo lo que cambié por ti
- 1986 Volverán
- 1990 Deslizes
- 1993 Cheque en blanco
- 1998 Desátame